# Stadtrecht von Gortys

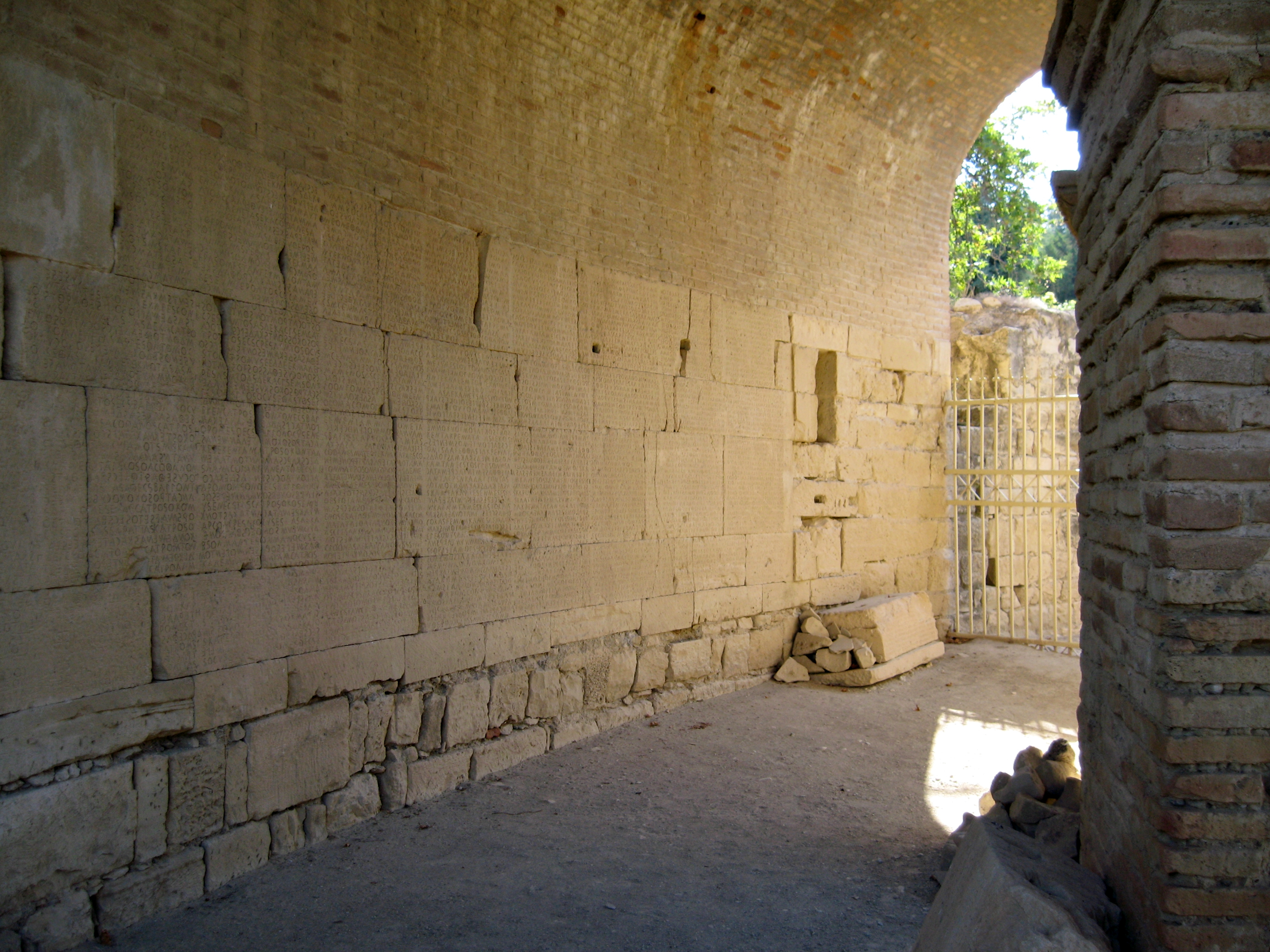
Inschrifttafeln im Odeion

Das Stadtrecht von Gortys (altgriechisch Γόρτυς) oder Gortyn, auch bekannt als Große Inschrift, ist eines der ältesten bekannten europäischen Gesetze. Es stammt aus der Zeit um 500 v. Chr. bis 450 v. Chr. und befindet sich in Gortys auf Kreta.

## Die Inschrift

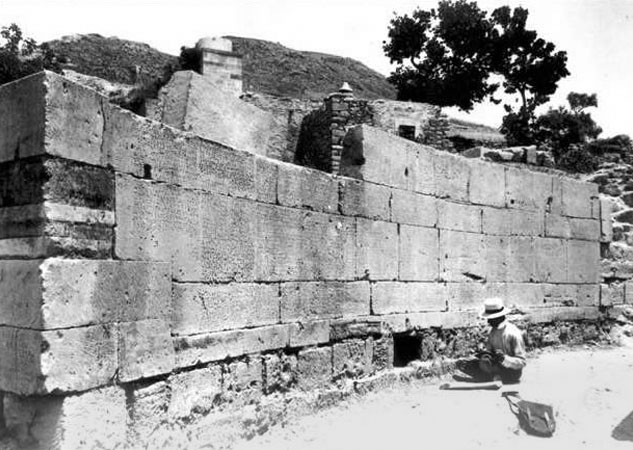
Federico Halbherr in Gortyn

In den 1880er Jahren führten italienische Archäologen in Gortys Ausgrabungen durch; 1884 entdeckten Federico Halbherr und Ernst Fabricius die Inschrifttafeln.
Die aus 42 Steinblöcken zusammengesetzte Inschrift befand sich ursprünglich an den Wänden eines öffentlichen Gebäudes an der Agora der antiken Polis. Erhalten sind nur zwölf der Tafeln, die sich auf den Wänden eines hellenistischen Gebäudes befanden, das in römischer Zeit in den Bau eines Odeions mit einbezogen wurde.
Der Text ist in einem altdorischen Dialekt verfasst und besteht aus zwölf Kolumnen mit je 53 bis 55 Zeilen; die Zeilenführung verläuft im Boustrophedon („wie ein Ochse wendet“ – gemeint ist: beim Pflügen); dabei wird abwechselnd von links nach rechts und von rechts nach links geschrieben; bei der Schrift von rechts nach links sind die Buchstaben spiegelverkehrt. In diesem frühgriechischen Alphabet fehlen die Zeichen Φ (Phi), Χ (Chi), Ψ (Psi), Ζ (Zeta), Η (Eta) und Ω (Omega).

## Inhalt

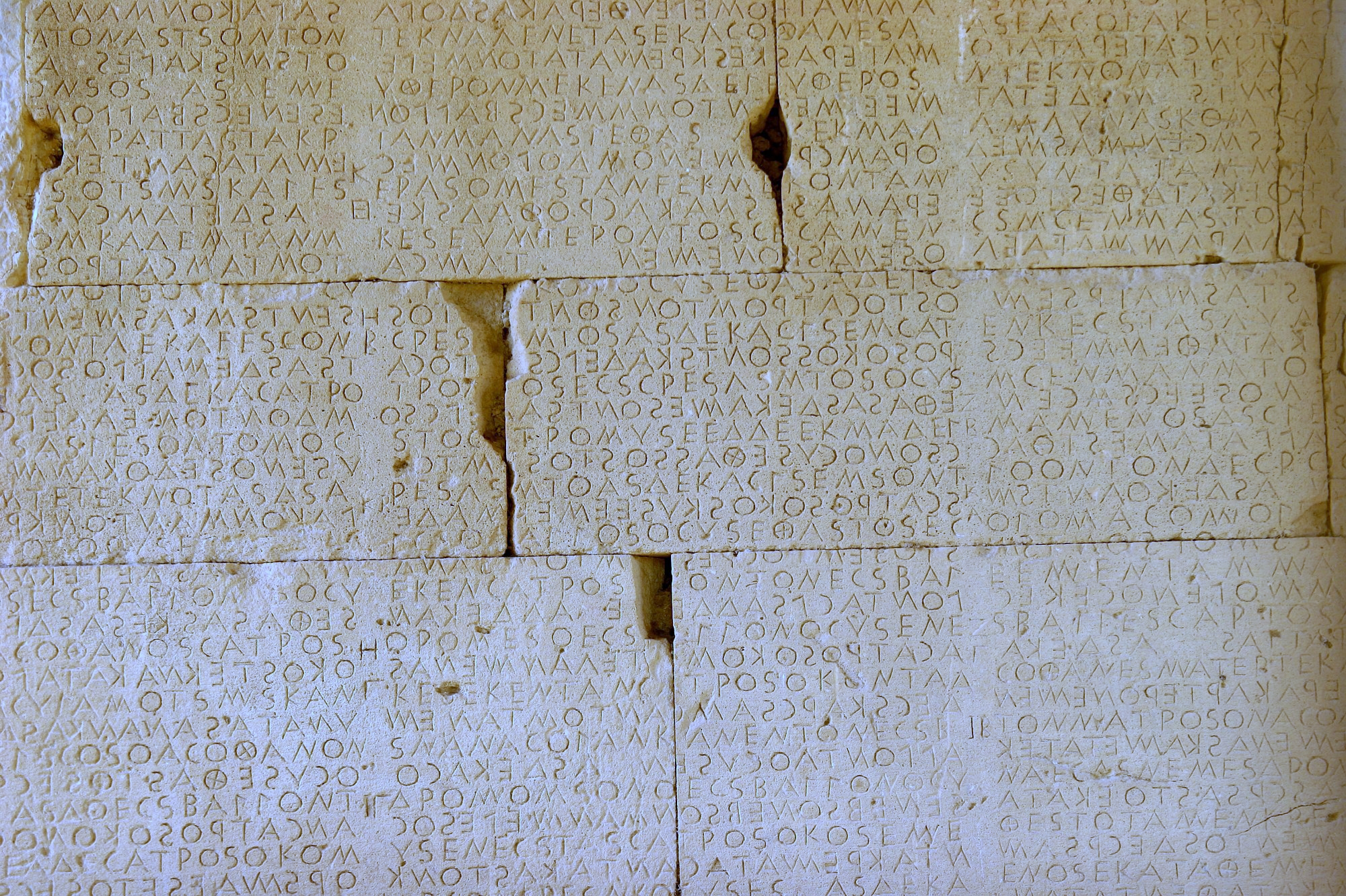
Steintafeln der „Großen Inschrift“

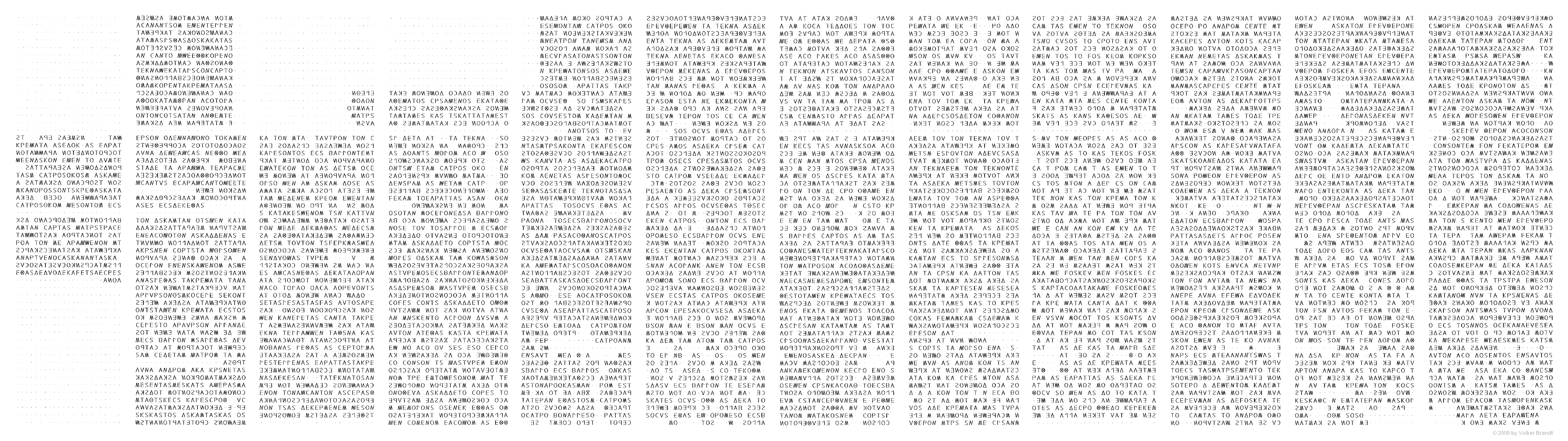
Vollständige Abschrift der 12 Kolumnen des Stadtrechts von Gortys unter Beibehaltung des Boustrophedons

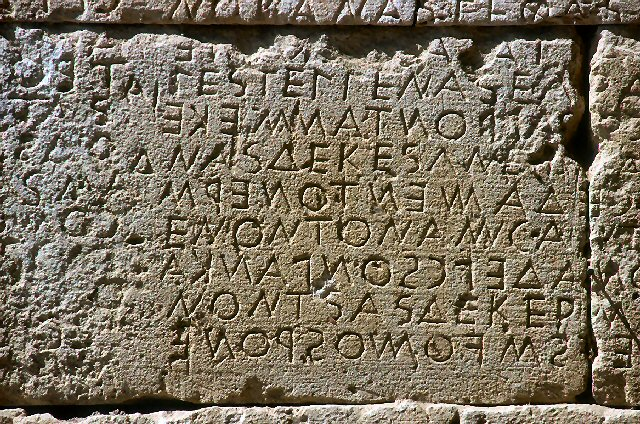
Ausschnitt aus dem Stadtrecht von Gortys

Inhaltlich handelt es sich bei dieser längsten erhaltenen griechischen Inschrift eher um eine Art Novellierung älterer, nicht bekannter Gesetze als um eine Neukodifikation.
Kodifiziert sind Regelungen aus
- Familienrecht, etwa die Adoption, die Rechtsstellung geschiedener Frauen und Witwen, die Rechtsstellung nach einer Scheidung geborener Kinder und die von Kindern aus Mischehen (zwischen Sklaven, Freien und Ausländern)

„Wenn Mann und Frau sich scheiden, soll sie das Ihrige haben, was sie mitbrachte zu dem Manne, und von dem Ertrage die Hälfte, wenn solcher aus ihrem eigenen Vermögen vorhanden ist, und von dem, was sie einwob (erarbeitete), die Hälfte, was es auch ist …“
- Erbrecht, zum Beispiel die sogenannte Erbtochter
- Sachenrecht, etwa Kauf und Verpfändung von Grundeigentum und das Eigentum an Sklaven und deren Kindern: Das Kind einer unverheirateten Sklavin sollte dem Herren ihres Vaters zugesprochen werden, das Kind einer verheirateten Sklavin sollte dem Herren ihres Mannes zugesprochen werden…
- Strafrecht, zum Beispiel Strafen für Ehebruch und Vergewaltigung

„Wer einen Freien oder eine Freie vergewaltigt, soll hundert Stateren erlegen (bezahlen) … wenn aber ein Freier einen Häusler oder Häuslerin, soll er fünf Drachmen … erlegen… Wer seine eigene Sklavin vergewaltigt, soll zwei Stateren bezahlen“.
- Prozessrecht, zum Beispiel wurden der Veräußerung von Liegenschaften sowie bei Scheidungen und Adoptionen „Gedächtnismänner“ oder „Merker“ (altgriechisch μνημόνες, Mnemónes) beigezogen, auch bei Liegenschaftsstreitigkeiten als Auskunftspersonen; ferner wird die Beweislast geregelt:

„Was das Gesetz vorschreibt zu urteilen, sei es gemäß der Zeugen, sei es gemäß der Eidesaussage, das soll der Richter urteilen, wie es das Gesetz vorschreibt; von den anderen Sachen soll er aufgrund der Prozessaussagen unter Eid entscheiden.“

## Belege
1. ↑  Stefan Link: Die Nötigung des Mündels in Gortyn (IC IV 72,16-20) (PDF; 55 kB)